# Philipp Jacob Passavant-Herries
Philipp Jacob Passavant-Herries (auch Jakob, zeitweise Philipp Jacob Passavant-Brevillier) (* 8. November 1783 in Frankfurt am Main; † 1. September 1856 ebenda) war ein deutscher Kaufmann und Abgeordneter aus dem Frankfurter Zweig der Familie Passavant.

## Leben
Passavant war der Sohn des Pfarrers Jakob Ludwig Passavant (1751–1827) und dessen erster Ehefrau Johanna Elisabeth geborene Waitz (1752–1790). Er heiratete in erster Ehe Caroline Sophie Brevillier (* 18. Juli 1783; † 11. Oktober 1810) und nannte sich danach zur Unterscheidung zu den gleichnamigen Familienmitgliedern Passavant-Brevillier. Nach dem Tod der ersten Ehefrau heiratete er Fanny Herries (* 15. Dezember 1797; † 12. Oktober 1849 in Manchester) und nannte sich danach zur Unterscheidung zu den gleichnamigen Familienmitgliedern Passavant-Herries.
Er lebte als Kaufmann in Frankfurt am Main. Dort war er zunächst Teilhaber der Firma Joh. Carl Breviller und Sohn und dann Inhaber der Firma Passavant jun. und Ziegler an der Neuen Kräme. Die Firma handelte in englischem Baumwollgarn, Kommission und Spedition und war Agentur der Vaterländischen Feuer- und Lebensversicherung in Elberfeld.
Von 1821 bis 1828 war er Mitglied der Frankfurter Handelskammer. 1828 bis 1829 war er Mitglied im Gesetzgebenden Körper der Freien Stadt Frankfurt.